# Eddie Elisma
Edner Elisma, detto Eddie (Miami, 9 aprile 1975), è un ex cestista statunitense naturalizzato dominicano, professionista nella NBDL in Europa, Sudamerica e Asia.

## Carriera
È stato selezionato dai Seattle SuperSonics al secondo giro del Draft NBA 1997 (40ª scelta assoluta).